# Yung Rapunxel
Yung Rapunxel (zapis stylizowany: #YUNGRAPUNXEL) – singel amerykańskiej raperki Azealii Banks, oficjalnie wydany w kwietniu 2013 jako pierwsza piosenka promująca debiutanki album artystki, Broke with Expensive Taste (2014). Pierwsza premiera utworu miała miejsce już 11 marca 2013 na portalu muzycznym SoundCloud. Początkowo „Yung Rapunxel” miała zostać zaprezentowana w rozgłośniach radiowych już 26 marca, ale Banks zmieniła plany dwa dni po oczekiwanej dacie.
Piosenka jest utrzymana w agresywnym tonie i zawiera fragment utworu „No More Drama” autorstwa Mary J. Blige. Przez niektórych krytyków została uznana za przykład muzyki industrialnej.
Teledysk promujący piosenkę powstawał pod kierownictwem artysty wizualnego Jama Suttona od 22 lutego do daty premiery singla, kiedy to został wyemitowany w stacjach muzycznych. Wideoklip prezentuje okultystyczne symbole, takie jak sowy z różnokolorowymi oczami, yin i yang oraz wszechwidzące oko, a także samą Banks w filmie monochromatycznym, rapującą w rytmie piosenki.

## Notowania
| Lista (2013)                                  | Najwyższa pozycja |
| --------------------------------------------- | ----------------- |
| Australia Urban (ARIA)                        | 25                |
| Wielka Brytania R&B (Official Charts Company) | 30                |
| Wielka Brytania (Official Charts Company)     | 152               |

## Historia wydania
| Kraj              | Data             | Format           | Wytwórnia  |
| ----------------- | ---------------- | ---------------- | ---------- |
| Kanada            | 16 kwietnia 2013 | Digital download | Polydor    |
| Stany Zjednoczone | 16 kwietnia 2013 | Digital download | Interscope |